# Ludia ludiifolia
Ludia ludiifolia är en videväxtart som först beskrevs av Alfred Perrier, och fick sitt nu gällande namn av René Paul Raymond Capuron och Herman Otto Sleumer. Ludia ludiifolia ingår i släktet Ludia och familjen videväxter. Inga underarter finns listade i Catalogue of Life.